# El Siglo Futuro
El Siglo Futuro va ser un periòdic espanyol publicat entre 1875 i 1936, defensor del carlisme, del qual segons José Andrés Gallego «va aspirar a convertir-se en el seu portaveu oficial». Va ser fundat per Cándido Nocedal i va publicar el seu primer número el 19 de març de 1875. Ha estat considerat mitjà de difusió del Partit Catòlic Nacional, agrupació política fundada el 1888, i a partir de 1932 de la Comunió Tradicionalista.
La seva ideologia ha estat titllada d'«ultraconservadora» i «integrista»; de fet, ha estat descrit com a «exponent del més radical integrisme vuitcentista». Segons Hibbs-Lissorgues, El Siglo Futuro va prendre com a model la premsa ultramuntana francesa, en especial el periòdic L'Univers de Louis Veuillot. Als seus inicis es va mostrar contrari a la restauració borbònica, postura que més tard mantindria igualment respecte a la Segona República. El periòdic ha estat inclòs dins del grup de publicacions «germanòfiles» durant la Primera Guerra Mundial i més tard es considera que va estar a favor dels governs de Hitler i Mussolini. Se l'ha considerat un dels principals promotors de les manifestacions antiliberals de l'època. La publicació va desenvolupar una campanya antijudeomaçònica durant la Segona República Espanyola Destaca una secció setmanal publicada entre 1935 i 1936 sota el títol «Pàgina crítica sobre sectes», on es recollien atacs contra la maçoneria, a més de relacionar aquesta organització amb el judaisme, i presentar ambdós com a «enemics d'Espanya». Durant aquest període republicà no va superar un tiratge de 5000 exemplars.
En El Siglo Futuro col·laboraren al llarg dels seus seixanta-un anys d'història autors com Manuel Sánchez Asensio, Francisco Navarro Villoslada, Gabino Tejado, Manuel Tamayo y Baus, Ceferino Suárez Bravo o Manuel Sánchez Cuesta «Mirabal» i polemistes com el sacerdot i músic Josep Sorribes i Ruiz del Castillo. Va desaparèixer el 18 de juliol de 1936 en ser confiscat, i els seus tallers van quedar en poder de la CNT.